# Luigi Carlo Borromeo
Luigi Carlo Borromeo (Graffignana, 26 ottobre 1893 – Pavia, 4 luglio 1975) è stato un vescovo cattolico italiano.

## Biografia
Nato a Graffignana nel 1893, fu ordinato sacerdote nel 1918; fu segretario del Vescovo di Lodi Pietro Zanolini, fu consacrato vescovo ausiliare di Lodi il 2 dicembre 1951 dal vescovo Pietro Calchi Novati, nella cattedrale laudense.
Il 28 dicembre 1952 fu nominato vescovo di Pesaro. Fu padre conciliare durante tutte le sessioni del Concilio Vaticano II, e membro del gruppo conservatore Coetus Internationalis Patrum. Nel 1971 inaugurò a Pesaro la nuova parrocchia di san Carlo Borromeo.

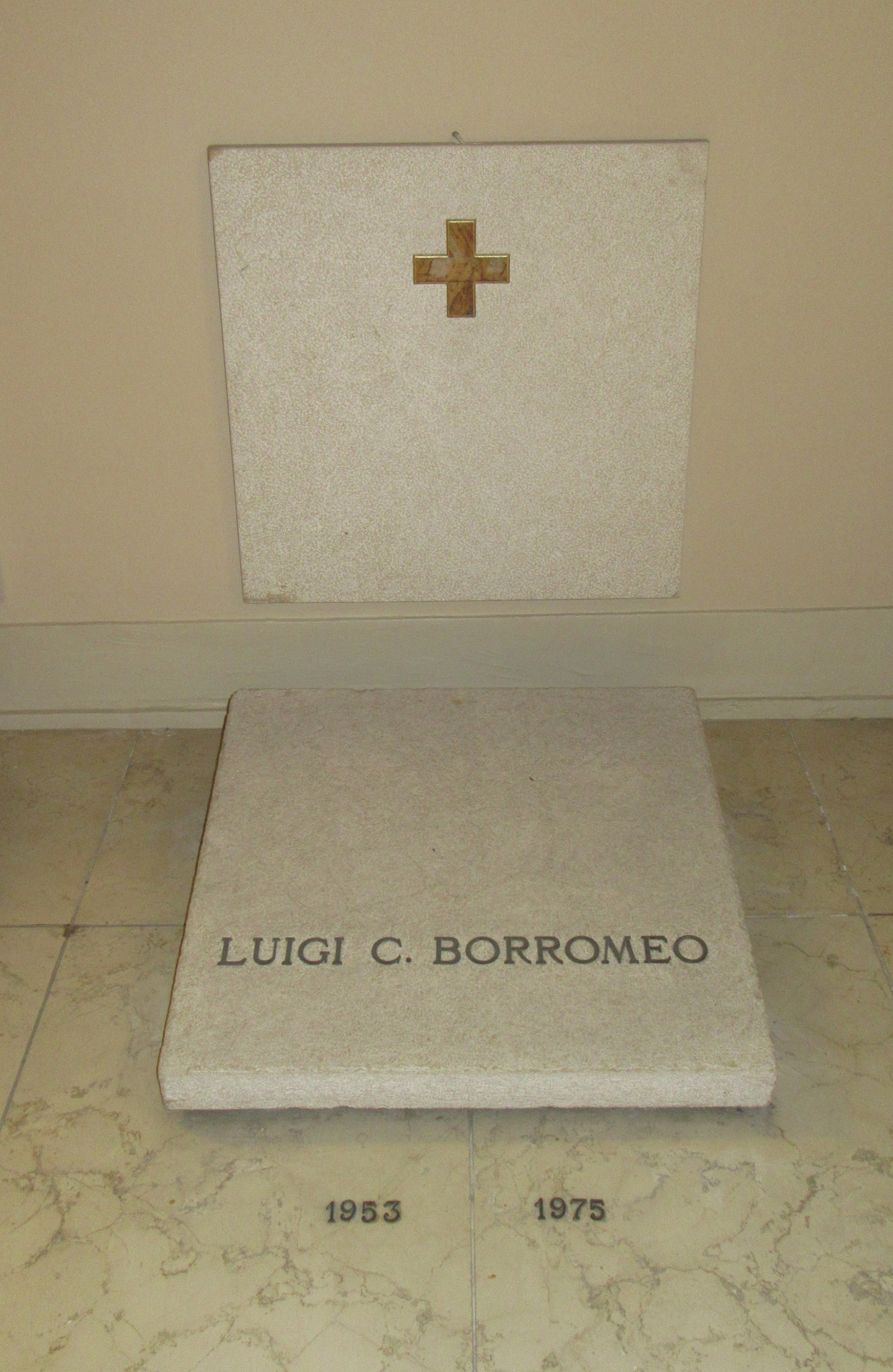
Tomba di mons. Borromeo, nella cattedrale di Pesaro.

Morì al policlinico di Pavia il 4 luglio 1975, all'età di 81 anni. È sepolto nella cattedrale di Pesaro.

## Genealogia episcopale
La genealogia episcopale è:
- Cardinale Scipione Rebiba
- Cardinale Giulio Antonio Santori
- Cardinale Girolamo Bernerio, O.P.
- Arcivescovo Galeazzo Sanvitale
- Cardinale Ludovico Ludovisi
- Cardinale Luigi Caetani
- Cardinale Ulderico Carpegna
- Cardinale Paluzzo Paluzzi Altieri degli Albertoni
- Papa Benedetto XIII
- Papa Benedetto XIV
- Papa Clemente XIII
- Cardinale Marcantonio Colonna
- Cardinale Giacinto Sigismondo Gerdil, B.
- Cardinale Giulio Maria della Somaglia
- Cardinale Carlo Odescalchi, S.I.
- Cardinale Costantino Patrizi Naro
- Cardinale Lucido Maria Parocchi
- Cardinale Andrea Carlo Ferrari
- Vescovo Pietro Calchi Novati
- Vescovo Luigi Carlo Borromeo